# Заколот на «Баунті»

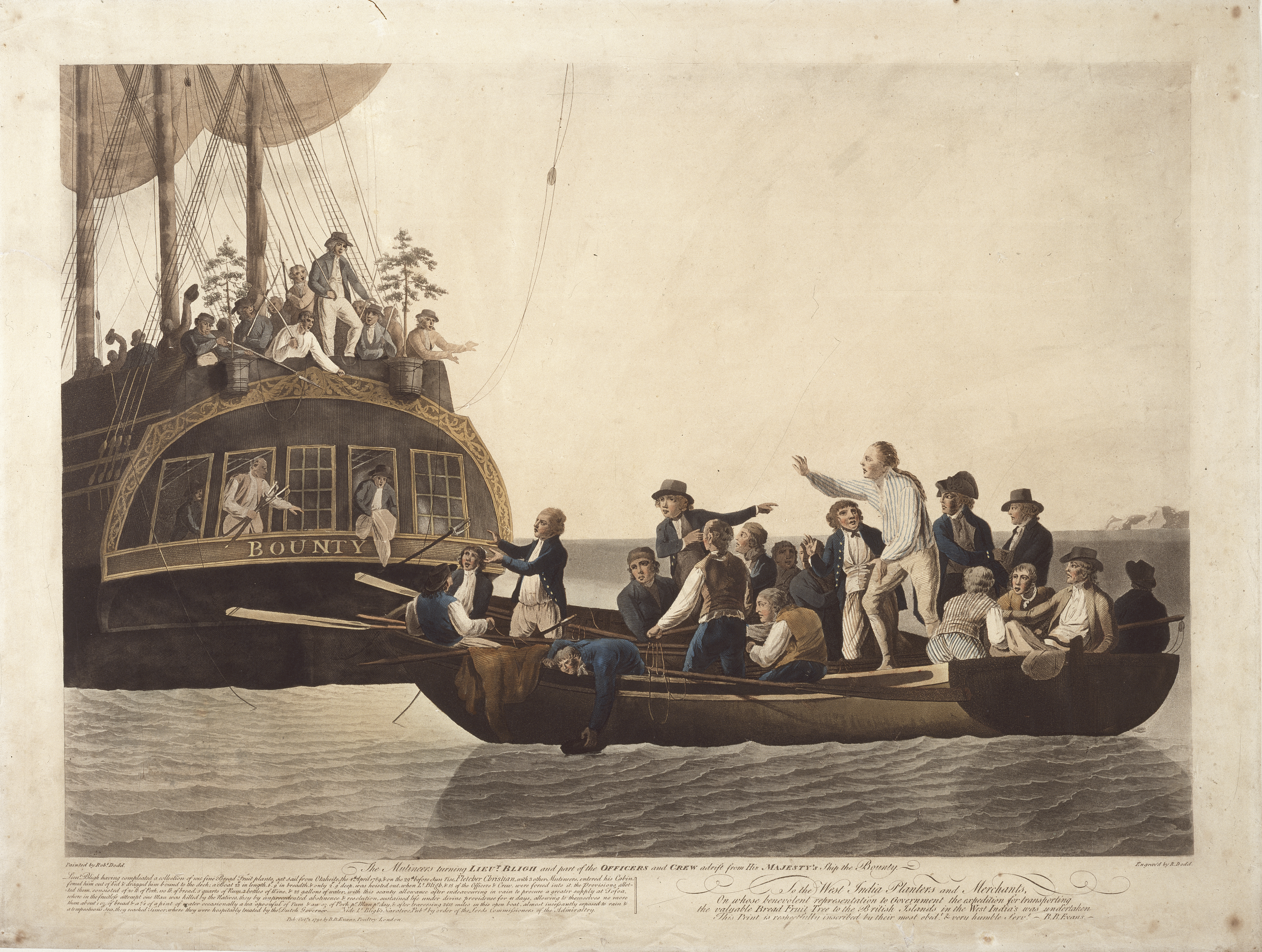
«Заколотники висаджують з „Баунті“ капітана Блая і частину команди у шлюпку. 28 квітня 1789 р.» Картина Роберта Додда

Заколот на «Баунті» (англ. Mutiny on the Bounty) — повстання 28 квітня 1789 року частини екіпажу на британському кораблі «Баунті» під час подорожі за хлібними деревами у Тихому океані. Центральною особою заколоту проти капітана Вільяма Блая став помічник капітана Флетчер Крістіан. Висаджений заколотниками у шлюпку разом з вірними членами екіпажу капітан Блай подолав понад 6 710 км і майже дивом врятувався. Флетчер Крістіан і решта повсталої команди спробували заснувати власну колонію на одному з островів, однак після кривавих суперечок повстанці розділились — частина з них на чолі з Крістіаном поселилися на острові Піткерн, а решта залишилися на Таїті і були арештовані та повернені на суд до Англії. Історія повстання отримала великий розголос у Великій Британії, набула романтичних та пригодницьких рис, стала основною темою декількох п'єс, книг та віршів. Історією «Баунті» цікавилися та використовували у своїх творах такі відомі письменники та поети, як Байрон, Марк Твен, Жуль Верн, Робер Мерль.

## Передісторія

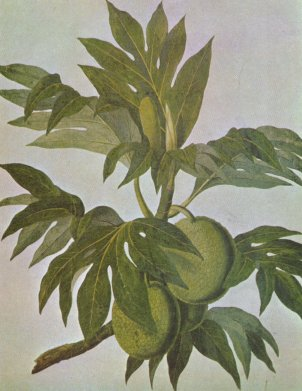
Хлібне дерево у тогочасній ілюстрації Сіднея Паркінсона

Події навколо корабля «Баунті» відбувалися у той історичний період, коли Британська імперія продовжувала відкривати і приєднувати нові території до свого складу і докладала значних зусиль для розширення існуючих територій, розвитком яких вона намагалася компенсувати втрату у 1775 р. американських колоній. Британські володіння у Вест-Індії були територіями, економічне процвітання котрих вважалося необхідним для зміцнення впливу Великої Британії на Американському континенті. У XVIII сторіччі існувала певна взаємозалежність між індустріальними центрами в Америці — Філадельфією, Нью-Йорком, котрі постачали борошно для харчування рабів на Ямайку, Барбадос та отримували звідти цукор і ром, які вимінювали на товари з Великої Британії. З проголошенням незалежності США цей економічний взаємозв'язок зруйнувався, що поставило в скрутне становище володарів цукрових плантацій, які мусили витрачати додаткові кошти для забезпечення харчами рабів. На думку впливових плантаторів, котру також поділяв уряд Великої Британії, запровадження нещодавно відкритого хлібного дерева до вест-індійських територій мало позитивно відобразитися на економіці цих колоній, знизити вартість виробництва цукру і таким чином дозволити Великій Британії випередити своїх основних конкурентів у регіоні — Францію, Іспанію та Голландію. Ще з часу перших дослідників тихоокеанських островів та особливо після подорожі Джеймса Кука були відомі корисні властивості хлібного дерева, його здатність постачати дешеву та поживну їжу.
Вперше ідеї запровадження хлібного дерева у Вест-Індії з'явилися ще у 1772 р., коли тодішній плантатор, а пізніше губернатор Сент-Вінсенту Валентайн Морріс звернувся з пропозицією до британського уряду надіслати експедицію до Тихого океану з ціллю доставити дерева з островів Океанії до Вест-Індійських колоній. Пізніше у 1775 р. ці пропозиції підтримав і створений плантаторами та рабовласниками Вест-Індійський комітет, який навіть запропонував винагороду у розмірі 100 фунтів капітанові, який доставив би хлібне дерево до Америки. Попри це, ніяких відчутних кроків у цьому напрямку не було зроблено аж до того часу, поки цією ідеєю не зацікавився президент Королівського наукового товариства Джозеф Бенкс. Бенкс був відомим натуралістом, мандрівником, науковцем та меценатом, який сам подорожував у Океанії разом з Джеймсом Куком, куштував хлібне дерево і поділяв думки щодо його користі та необхідності запровадження у американських колоніях Великої Британії. Крім іншого, Бенкс мав і чисто науковий інтерес до хлібного дерева та прагнув придбати декілька саджанців для своєї оранжереї у Лондоні. Користуючись підтримкою та заступництвом короля Георга ІІІ Бенкс почав активно лобіювати цей проект і вже у лютому 1778 р. прем'єр-міністр Вільям Пітт заявив про організацію британським урядом експедиції за хлібними деревами.

## Корабель «Баунті» та екіпаж

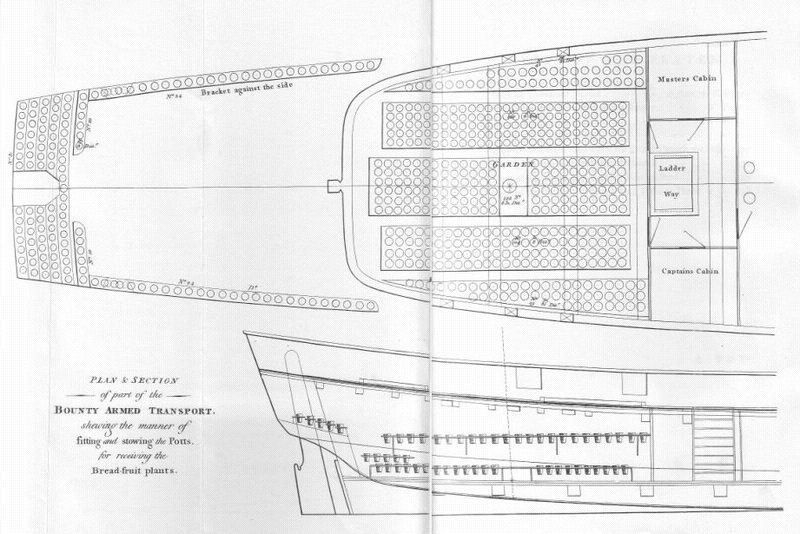
План і переріз відділення «Баунті» для розташування саджанців хлібного дерева

Вже через декілька місяців після ухвалення рішення про експедицію британське Адміралтейство придбало для цієї цілі невеличке судно «Бетія» за 1 950 фунтів, перейменувало його на «Баунті» і призначило досвідченого капітана Вільяма Блая керівником майбутньої експедиції. 33-річний лейтенант Блай мав значний досвід не тільки як капітан торгових суден, військовик, але і як навігатор на кораблях відомого дослідника Джеймса Кука і вже відвідував острови Тихого океану у складі його експедиції. Крім того, Блай був знайомий з Джозефом Бенксом, користувався його прихильністю та поділяв з ним пристрасть до ботаніки, природничих наук та мав хист до складання карт нових територій. До призначення на капітанську посаду Блай керував кораблями, які торгували з Вест-Індією і його кандидатуру також підтримували впливові плантатори. Отримавши призначення очолити експедицію, Блай перш за все почав готувати судно до експедиції: вкоротив щогли корабля, обшив дерев'яний корпус мідними листами і почав будувати спеціальні відсіки у трюмі для транспортування хлібних дерев. У той самий час почався й підбір екіпажу корабля.
У виборі екіпажу Вільям Блай керувався потребами експедиції і в першу чергу вибрав садівників та матросів, які вже були у подібних експедиціях, зокрема також у складі експедиції Джеймса Кука. У процесі підбору екіпажу існували й інші проблеми, а саме тиск з боку численних знайомих та протеже, які намагалися влаштувати дітей аристократів та знаті на привабливі посади в команді капітана Блая. Місце в успішній цивільній експедиції мало бути першим кроком у морській кар'єрі багатьох молодих людей і таким чином у команді опинилася на посадах мічманів та штурманів значна кількість молодих та освічених дворян, таких як Флетчер Крістіан, Томас Гайвард та Пітер Гейвуд. Зокрема, Флетчер Крістіан вже служив під начальством Блая на торгових суднах Вест-Індії, отже він був призначений на посаду помічника штурмана одним з перших. За винятком невдалого вибору лікаря-алкоголіка Томаса Гаґґана, переважна більшість членів екіпажу були досвідченими матросами та спеціалістами і вже служили на інших кораблях королівського флоту Великої Британії.
Хоча екіпаж був здебільшого досвідченим та працьовитим, на кораблі існувало декілька потенційних проблем, які відзначав не тільки капітан Блай, але й інші учасники подій. Так, занепокоєння викликав брак вільного місця, скупченість та завелика кількість екіпажу для корабля такого розміру: 46 членів екіпажу мали провести на невеликому кораблі багато місяців тяжких подорожей, та ще з додатковими місцями, відведеними для саджанців хлібних дерев. До того ж, відзначався брак військових офіцерів у поміч капітанові та військової залоги, на яку міг покластися в разі потреби капітан. Всіма цими недоліками під час підготовки експедиції було знехтувано, на них звернули увагу вже після заколоту, який стався під час подорожі.

## Експедиція за хлібними деревами

### Подорож

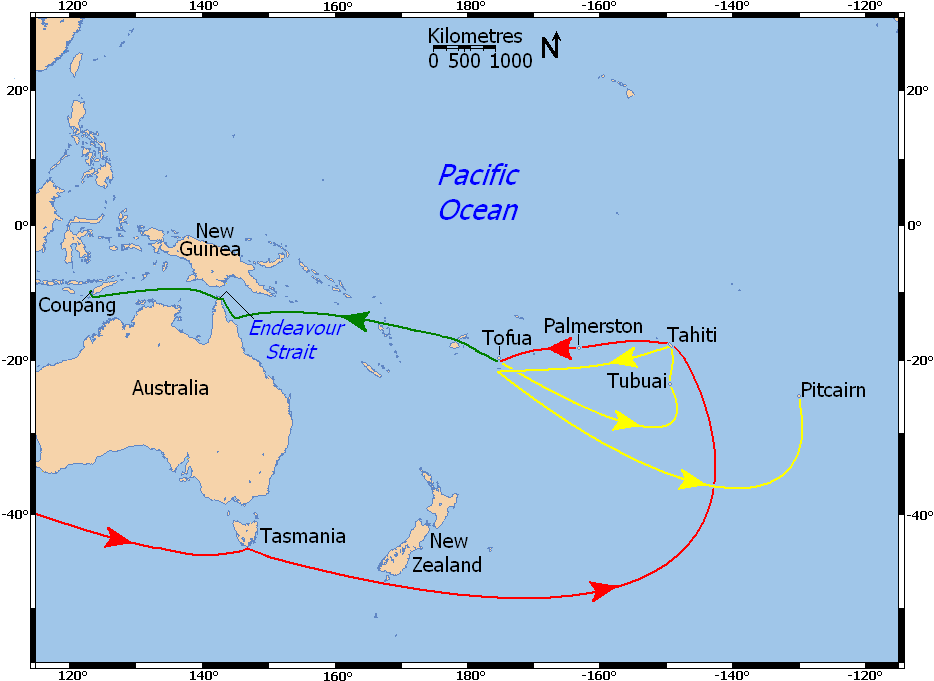
Подорож «Баунті» до Таїті до заколоту 28 квітня 1789 року
Подорож повсталої команди «Баунті» після заколоту
Подорож частини команди під головуванням капітана Блая

Подорож «Баунті» відкладалася декілька разів — спочатку Адміралтейство не надавало вчасно наказ на початок експедиції, а пізніше, коли його нарешті отримали, зіпсувалася погода і судно провело кілька тижнів у Портсмуті, намагаючись вийти у море, що їм вдалося тільки 23 грудня 1787 року. Погана погода супроводжувала судно протягом декількох тижнів і після відвідин Канарських островів, де команда поповнила свої запаси, корабель попрямував до мису Горн, через який вони мали намір дістатися Тихого океану. Однак довга затримка корабля у Англії призвела до того, що «Баунті» опинився біля мису Горн під час літнього сезону ураганів у південній півкулі і перехід значно ускладнився. Після тижнів невдалих спроб перейти до Тихого океану через мис Горн капітан Блай ухвалив рішення змінити план і прямувати на схід — через Атлантичний і Індійський океани до Тихого. Такий маршрут був значно довшим, але це дозволяло зберегти корабель і команду, яка потерпала від негоди і холодів.
Як з'ясувалося під час подорожі, капітан Блай дійсно дбав про свою команду. Він не тільки підтримував корабель та команду у зразковій чистоті, але й мав цілий арсенал заходів для підтримки здоров'я матросів — особливо харчі та препарати проти цинги. Блай вважав здоров'я екіпажу однією зі своїх головних задач, тому крім нормального раціону харчування навіть примушував матросів і офіцерів щоденно танцювати, аби дати їм можливість більше рухатися і підтримувати добрий фізичний стан. При першій нагоді корабель заходив у найближчі порти — на мисі Доброї Надії він зупинився на 38 днів, корабель відремонтували та поповнили провіант, команда мала нагоду перепочити і Блай відпустив декількох мічманів на берег та навіть позичив Флетчеру Крістіану трохи грошей. Через сім тижнів Баунті вже був біля узбережжя Тасманії, де корабель знову зупинився поповнити запас води. Саме тут сталося перше непорозуміння між капітаном Блаєм і корабельним теслею Вільямом Перселлом — за суперечку з капітаном його відіслали з берега на корабель. За всю 10-місячну подорож від інфекції помер лише один матрос, і то за недоглядом лікаря-алкоголіка, який не почав вчасно лікувати хворого. Як і на решті британського флоту того часу, на кораблі панувала сувора дисципліна. За наказом капітана винних матросів шмагали різками, але під час подорожі Блая кількість покарань не була вищою ніж у середньому на флоті і не викликала особливих заперечень з боку інших членів команди.

### Таїті

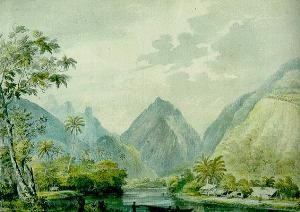
«Бухта Вайтефія, Таїті 1777 р.», картина Джона Веббера

26 жовтня 1788 р. Баунті прибув до острова Таїті, де Блай розраховував почати збір саджанців хлібних дерев. Для успіху експедиції було необхідно налагодити стосунки з місцевим населенням, а особливо з вождями. Блай вже відвідував Таїті у складі експедиції Джеймса Кука, його там добре пам'ятали і радо зустріли. Використовуючи свій вплив на місцевих вождів та з допомогою хабарів була досягнута домовленість, що англійці розіб'ють табір на острові і почнуть збирати саджанці. Капітан Блай висунув цілий список вимог до команди щодо відносин між ними і місцевим населенням. Серед них, зокрема, заборонялося будь-яке насилля чи ворожнеча стосовно таїтян та заборонялася безпосередня торгівля без участі призначеного Блаєм посередника з екіпажу. Насправді стосунки екіпажу з острів'янами дуже швидко стали навіть кращими, ніж вимагав Блай. Таїтяни загалом були дуже привітними до англійців, запрошували на берег і до власних домівок багатьох членів команди.
Таїті вже певний час мало серед англійських моряків репутацію одного з найпривабливіших місць світу. Острови славилися не тільки мальовничими краєвидами, але й різнобарв'ям фауни і флори, приємним кліматом. Таїтяни загалом були дуже прихильними до англійців, не мали негативних моментів у спільній історії, а таїтянки прославилися своєю вродою та надзвичайно ліберальним підходом до статевих стосунків. Сексуальні насолоди англійські моряки часто вимінювали на прості цвяхи і такі розваги не викликали заперечення не тільки з боку Блая, але й з боку таїтян, які радо задовольняли усі примхи відвідувачів з Англії. Часті візити моряків на берег призвели до того, що вже через тиждень з'явилися перші хворі на венеричні захворювання, занесені на острови ще раніше європейськими відвідувачами.
Певна кількість моряків з «Баунті», які збирали саджанці хлібного дерева, залишалася на березі у таборі і не ночували на кораблі. Між цими моряками та таїтянами склалися дуже тісні, часом навіть сімейні стосунки. Деякі молодші офіцери, зокрема Флетчер Крістіан та Пітер Гейвуд, взагалі мешкали серед таїтян, мали покровителів і жінок, з якими жили ніби у шлюбі. Життя на Таїті було таким привабливим, що троє інших моряків втекли з корабля і були повернуті тільки після погроз Блая відрядити каральну експедицію та допомоги місцевого вождя. Дезертирів відшмагали різками і закували у кайдани, але з часом звільнили і капітан навіть обіцяв не віддавати їх в Англії під трибунал, що фактично врятувало їм життя. Пізніше з'явилася підозра, що члени команди із табору на березі також збиралися втекти, але Блай, допитавши Крістіана та Гейвуда, не знайшов підтвердження і залишив все як було. Нарешті, зібравши 1015 саджанців хлібного дерева, після 23 тижнів на Таїті 5 квітня 1789 р. «Баунті» виконав свою місію, відчалив від острова та почав повернення до Британських островів. Для певної частини екіпажу прощання з Таїті було особливо тяжким, оскільки вони залишали там близьких друзів та коханок.

## Заколот

### Події
Стосунки між капітаном і деякими матросами почали псуватися ще під час експедиції на Таїті. За суперечку з капітаном, неслухняність та інші дрібні провини Блай неодноразово призначав кару різками. Попри це, ніяких серйозних чи навіть загрозливих непорозумінь за час експедиції помічено не було. Блай підтримував репутацію суворого, педантичного та ефективного командира і разом з нечастими покараннями різками ще використовував жорстку і часом образливу лексику стосовно тих, хто завинив. Після близько трьох тижнів подорожі з Таїті почалися суперечки між Блаєм і молодшими офіцерами, яких він спочатку звинуватив у боягузтві під час сутичок з вороже налаштованими туземцями, а пізніше заявив, що вони крали провіант. Зокрема, найбільші суперечки виникли між капітаном і його заступником Флетчером Крістіаном, якого своїми звинуваченнями у крадіжці кокосів капітан довів одного разу до сліз і за зізнанням самого Крістіана навіть погрожував відшмагати його різками. За словами Флетчера, увесь час, відколи «Баунті» залишив Таїті, він був у «пеклі» через постійні звинувачення та приниження з боку капітана і 27 квітня збирався втекти з корабля. Флетчер Крістіан користувався прихильністю значної частини екіпажу і біля острова Тонга, під час своєї вахти вночі 28 квітня 1789 р. він змовився з декількома членами екіпажу, захопив Блая і корабель та наказав висадити капітана у шлюпку. Дещо несподівано для Крістіана значна частина екіпажу відмовилася брати участь у заколоті й вирішила добровільно приєднатися до капітана в шлюпці. У шлюпку, розраховану на декількох осіб, крім капітана Блая спустилися ще 18 осіб; декількох інших, хто залишився прихильним до капітана, силою утримували на кораблі та зачинили в каютах. Висаджена частина команди отримала від Крістіана невелику кількість провіанту, усього на декілька днів, а повсталий «Баунті» з вигуками: Huzzah for Otaheite! (на Таїті!) повернув знову на схід.

### Причини
Питання причин заколоту залишалося суперечливим багато років. Оглядачі того часу й самі заколотники стверджували, що повстання стало наслідком занадто жорстокої поведінки капітана Вільяма Блая, який своєю поведінкою змусив декотрих членів екіпажу до заколоту. Цю точку зору також активно підтримували численні впливові родичі Флетчера Крістіана та Пітера Гейвуда. Іншою, найбільш поширеною і доволі екзотичною, причиною заколоту розглядали вплив Таїті й особливо любострасних таїтянок на моряків. Цієї точки зору дотримувався, зокрема, сам капітан Блай, який визначав також розпусту та розбещення причиною заколоту. Сучасні дослідники дотримуються думки, що заколот на «Баунті» став результатом декількох чинників. Безумовно, Вільям Блай був суворим капітаном, але далеко не гіршим від інших, і його дисципліна на «Баунті» не була чимось надзвичайним на британському флоті. За 18 місяців подорожі кару різками отримали лише 5 членів екіпажу, і суворість покарання була меншою, ніж на інших суднах британського флоту. Приємні спогади про перебування на Таїті були спокусливими, але не могли бути основними причинами заколоту. Сукупність усіх цих чинників, а також моральний стан екіпажу після багатьох місяців подорожі та особливо Флетчера Крістіана був причиною заколоту частини екіпажу. До того ж, коли Вільяма Блая висадили з корабля 28 квітня 1789 р, більшість членів екіпажу добре усвідомлювали наслідки цього кроку, оскільки за законом смертною карою карався не тільки заколот, але й байдужість і небажання захищати капітана та законну владу на судні. Після скоєння заколоту в багатьох іншого вибору вже не було і, висадивши капітана і його прихильників у шлюпку, повстала команда «Баунті» попрямувала шукати безпечного місця.

## Наслідки заколоту

### Подорож капітана Блая

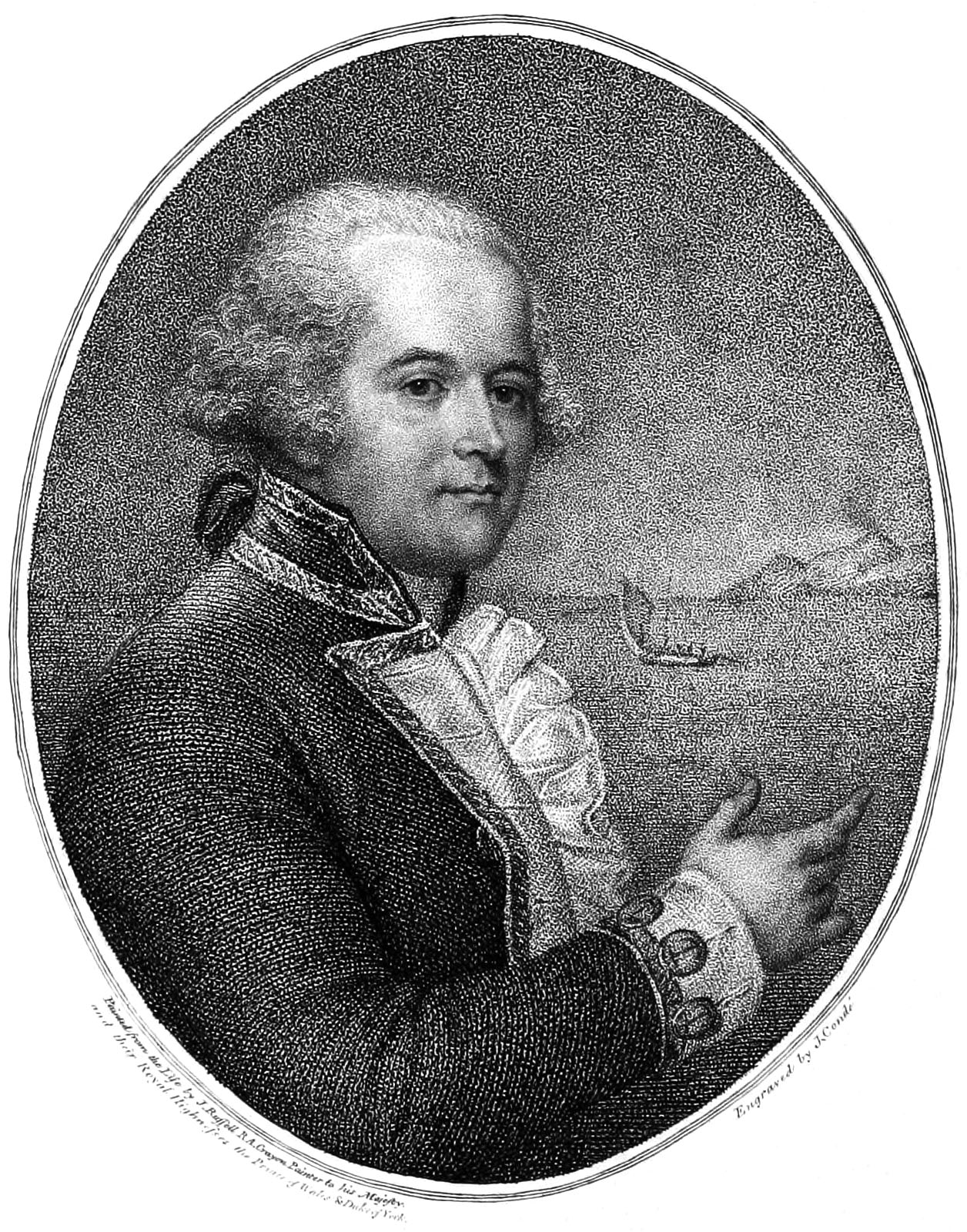
Вільям Блай після повернення до Англії (до 1792 р.)

Блая і вірних йому членів екіпажу висадили у шлюпку в океані на відстані 56 км від найближчого острова Тофуа. Спочатку Блай попрямував до острова у надії поповнити провіант та запаси води, але туземці на ньому виявилися надзвичайно ворожо налаштовані — у сутичках з ними загинув один член екіпажу, а самому Блаєві чудом вдалося втекти від переслідування. Отже, зважаючи на беззахисність екіпажу, було вирішено уникати островів і туземців зовсім і прямувати до о. Тимор, де знаходилася найближча нідерландська колонія. Озброєний тільки компасом, квадрантом, секстантом та власним годинником, без морських карт, Блай почав багатомильну подорож до Тимору. З властивою йому педантичністю Блай встановив щоденний раціон провіанту з тим, щоб його вистачило на всю подорож, однак кількість їжі була настільки недостатньою, що дуже скоро команда почала потерпати від недоїдання.
Подорож до Тимору тривала 48 днів і переповнена шлюпка з «Баунті» мусила також долати штормову погоду, страждала від постійних дощів, спекотного сонця та постійного браку провіанту та прісної води. Тільки 5 травня Блай дозволив висадитися на одному з островів Фіджі для поповнення запасу води. Під кінець експедиції декілька членів екіпажу були настільки виснажені, що впали в летаргію і ймовірно померли б, якби шлюпка вчасно не прибула до нідерландської колонії на Тиморі 14 червня 1789 р. Від голландців Блаєві, як представнику королівського флоту Великої Британії, вдалося отримати кредит і придбати за нього дещо більшу посудину, на якій команда 20 серпня 1789 р. продовжила подорож до Батавії (сучасна Джакарта). Прибувши до Батавії 1 жовтня, члени команди вже не мали прямої загрози, але багато членів екіпажу захворіли на різні тропічні хвороби. Зразу по прибутті до Батавії захворів на малярію Вільям Блай, ще декілька членів екіпажу захворіли пізніше — четверо з них згодом померли від хвороб.
Видужавши від малярії, Блай продав на аукціоні шлюпку і почав підготовку до подорожі в Англію. Тільки 16 жовтня Блаю та ще двом членам команди вдалося придбати місце на голландському кораблі, спочатку до Кейптауну, а потім до Великої Британії. З 18 членів команди, які опинилися у шлюпці, тільки 12 повернулися до Англії. Попри те, що Блай залишив більшість членів екіпажу у Південній Азії, багатьох з них хворих, його прибуття до Лондона стало справжньою сенсацією. Його листи з Батавії потрапили додому перед ним і вже викликали ажіотаж преси, яка проголосила його героєм, який власноруч та без карт провів переповнену шлюпку з Тихого океану 6,710 км до першого європейського поселення. За наслідками заколоту на «Баунті» почалося слідство і, попри майже геройський статус, Блай разом з іншими членами екіпажу, які повернулися до Англії, опинився 22 жовтня 1790 р. перед військово-морським трибуналом, де він та інші члени команди були виправдані за втрату корабля та поведінку під час заколоту. Через рік Блая призначили керівником нової експедиції за хлібними деревами — цього разу він командував двома кораблями, мав значно більшу команду і виконав завдання з честю, доставив хлібні дерева до Вест-Індії без пригод. Втрата «Баунті» та заколот на  Королівському військовому флоті вважалися досить серйозним злочином, і у Тихий океан був відряджений інший військовий корабель «Пандора» з наміром арештувати і доставити на суд до Англії заколотників з «Баунті».

### Подорож повсталої команди

Монета Піткерна 1989 року номіналом в 1 долар, присвячена 200-річчю повстання на «Баунті»

Захопивши «Баунті» 28 квітня 1789 року, більшість матросів бажали повернутися на Таїті, але вони також усвідомлювали, що британський уряд неодмінно відреагує на заколот і почне їх шукати. Тому в кінці травня того ж року «Баунті» прибув до острова Тубуаї, який знаходиться за 600 км на південь від Таїті, де повстала команда мала намір поселитися і заснувати власну колонію. Однак через брак обладнання, провіанту і особливо жінок, повстала команда відпливла до Таїті, де від дружелюбних таїтян вони взяли на борт домашню худобу, реманент та також 8 чоловіків-таїтян, 9 жінок, 7 хлопців і одну дівчину з місцевого населення. Повернувшись до Тубуаї повсталі матроси побудували форт для захисту від туземців та декілька приватних будівель, однак стосунки між самими членами команди скоро почали псуватися. Основною причиною непорозумінь був брак жінок для всіх чоловіків, а також зловживання алкоголем, через що між повстанцями часто починалися бійки. Флетчер Крістіан спробував домовитися з туземцями і взяти жінок від них, але стосунки з ними не вдалося налагодити і у сутичках загинуло двоє матросів і близько 120 туземців. 5 липня 1789 року вибухнула найбільша бійка між членами команди, після котрої була зроблена спроба примиритися та укласти список правил поведінки. Попри це, не всі погодилися із статтями правил і ворожнеча продовжувалася не тільки між членами команди, але й з туземцями, які постійно нападали на форт. Внаслідок постійних сварок повстала команда поділилася на ворогуючі угрупування: більшість бажали повернутися до Таїті, а дев'ятеро заколотників згуртувалися навколо Флетчера Крістіана. Таким чином, через три місяці після невдалої спроби заснувати колонію на острові Тубуаї 15 вересня 1789 року повсталий «Баунті» залишив форт та повернувся на Таїті.
На Таїті команда поділилася — 9 членів екіпажу на чолі з Флетчером Крістіаном залишилися на кораблі, а решта зійшли на берег і поселилися на острові. Поділивши майно «Баунті» між усіма членами екіпажу, 16 осіб залишилися на Таїті. Їхнє життя на острові було переважно мирне, але два члени екіпажу загинули у сутичках між собою та з ворогуючими племенами туземців. 14 матросів, які залишилися жити на Таїті, були з часом заарештовані командою прибулого британського корабля «Пандора» 23 березня 1791 р., коли він прибув до острова із завданням доставити заколотників з «Баунті» на суд до Англії. Тим часом, Флетчер Крістіан та його прибічники 22 вересня 1789 року підступно захопили декількох таїтян на кораблі і відпливли з Таїті у пошуках безпечного місяця притулку. Після місяців пошуків «Баунті» нарешті зупинився 15 січня 1790 року біля острова Піткерн. Цей острів здавався найбільш придатним для заколотників — він був безлюдним, далеким від відомих маршрутів, його розташування було позначене на картах з помилкою, і також біля нього не було придатного причалу для висадки, що захищало від небажаних відвідувачів. Висадившись на острів, заколотники спалили «Баунті» та почали облаштовувати там своє життя: побудували декілька будинків та поділили землю на дев'ять частин — на кожного англійця. Дванадцять жінок та шість туземців з Тубуаї та Таїті не отримали нічого, що викликало їхнє невдоволення. Мало того, після смерті однієї з жінок англійців, у таїтян відібрали жінку, що призвело до повстання та вбивства двох туземців. В результаті чоловіки-таїтяни опинилися в ролі рабів, яких англійці нещадно експлуатували. Повставши 3 жовтня 1793 р., таїтяни вбили п'ятьох англійців разом з Флетчером Крістіаном, а потім своєю чергою були вбиті англійцями та їхніми жінками. Пізніше у 1797—1800 роках загинули ще троє англійців: один унаслідок нещасного випадку, інший був вбитий його товаришами, а третій від хвороб. Таким чином, на острові Піткерн з колишніх заколотників залишився лише Джон Адамс, котрий очолив колонію, яка продовжувала збільшуватися, оскільки було вже декілька дітей від шлюбів англійців з таїтянками. Доля повстанців з «Баунті» залишалася таємницею протягом багатьох років, тільки у 1808 році Піткерн відвідав американський риболовний корабель, команда котрого була здивована, коли біля острова їх зустріли англомовні туземці. На той час Джон Адамс ще був живий, але колонією почав керувати син Флетчера Крістіана — Терсді Октобер Крістіан. На о. Піткерн залишилось поселення під назвою Адамстаун на честь останнього матроса «Баунті», населення, якого зараз складається з нащадків команди повсталого корабля та їхніх жінок-таїтянок.

### Розслідування та суд
7 листопада 1790 р. до Тихого океану був відправлений військовий корабель «Пандора» на чолі з капітаном Едвардом Едвардсом, ціллю якого було знайти та доставити на суд до Англії заколотників з «Баунті». Подолавши мис Горн, у березні 1791 р. Пандора прибула до Таїті, де почався пошук колишніх матросів повсталого корабля. У той самий день троє з колишнього екіпажу «Баунті», серед них Пітер Гейвуд, добровільно піднялися на борт; наступного дня ще чотирьох арештували на березі. Декілька заколотників намагалися сховатися у горах, але їх та решту з 14 колишніх матросів було арештовано протягом наступних 10 днів. Хоча на борту був колишній «мічман» з «Баунті» Томас Гайвард, і капітан Блай підтвердив, що не всі були винні у заколоті і деякі утримувалися силою, капітан Едвардс наказав арештувати і закувати у кайдани всіх колишніх членів екіпажу «Баунті». Арештовані матроси утримувалися на кораблі в окремій в'язниці, прозваній «Скринька Пандори». Подальші пошуки протягом трьох місяців на Таїті та навколишніх островах не дали результатів, оскільки Флетчер Крістіан і решта заколотників вже знаходилися на о. Піткерн, який «Пандора» обминула ще на підході до Таїті. Вважаючи свою місію виконаною, капітан Едвардс почав повернення до Англії, однак 29 серпня 1791 р., долаючи Торресову протоку біля північного узбережжя Австралії, корабель наскочив на рифи і наступного дня затонув, що коштувало життя 31 члену екіпажу «Пандори» та 4 в'язням. Подібно до попередньої подорожі Блая, решта команди і в'язні у шлюпках добралася до о. Тимор і згодом у березні 1792 р. прибули до Англії.
12 вересня 1792 р. почався військово-морський трибунал над десятьма врятованими заколотниками з «Баунті». Основним питанням, яке мав з'ясувати суд, було визначити роль кожного із звинувачених у заколоті, з урахуванням того, що не тільки повстання, але й бездіяльність та небажання захищати капітана вважалося злочином і каралося смертю. Протягом тижня були вислухані всі свідки, основні з них ті, хто врятувався у шлюпці з Блаєм. Сам капітан був відсутній, оскільки командував другою експедицією за хлібними деревами. Головними пунктами обвинувачення були: бездіяльність деяких членів екіпажу під час заколоту, небажання спуститися з капітаном у шлюпку та відсутність спроби чи навіть бажання серед тих, хто залишився на Таїті, повернутися до Англії. 18 вересня 1792 р. був зачитаний вирок трибуналу, за яким четверо із в'язнів, невинність котрих підтвердив у листі Вільям Блай, були виправдані і звільнені. Решта 6 членів колишнього екіпажу «Баунті» були визнані винними в участі у заколоті, злочинній бездіяльності та засуджені до смертної кари — серед них і Пітер Гейвуд, єдиний офіцер серед арештованих матросів. Попри це, двох із засуджених, з урахуванням пом'якшуючих обставин та за рекомендацією суду, клопотанням адвокатів та численних впливових родичів, було помилувано королем. Ще одного помилували за його неможливістю достойно захиститися у суді. Троє інших, за вироком суду 29 жовтня 1792 р. були повішені на борту корабля в гавані Портсмута. Одним з трьох помилуваних заколотників був Пітер Гейвуд, який продовжив службу, зробив чудову кар'єру на Королівському флоті Великої Британії та згодом сам став капітаном.

## Значення

### «Баунті» в літературі, поезії, театрі
Історія Баунті стала однією з найвідоміших у британській та світовій історії завдяки увазі, яку ця історична подія отримала в пресі, історіографії, літературі, театрі. На думку дослідників, основною причиною такої уваги саме до цієї події були обставини заколоту та його учасники. Ця подія трапилася на початку доби романтизму XVIII століття, і історичні факти були адаптовані письменниками та поетами того часу у літературні образи та події, притаманні тому часу. Події на «Баунті» здавалися цікавими і вартими уваги завдяки невизначеності точних причин заколоту, версії подій з точки зору заколотників і особливо Флетчера Крістіана, котрий у деяких творах був змальований в образі романтичного бунтаря, борця проти тиранії. Майже всі учасники подій, крім Крістіана, залишили спогади та пояснення своїх вчинків. Відсутність обґрунтування причин заколоту з боку його основного учасника і лідера дала можливість численним авторам зробити це за нього і представити історію заколоту з різних боків — у різних варіантах, як повстання знедолених і як заколот злочинців проти законної влади капітана.
Першим відображенням подій на Баунті стала книга капітана корабля Вільяма Блая під великим заголовком: «Оповідання про заколот на кораблі Його Величності „Баунті“ і подальшу подорож частини екіпажу у шлюпці корабля від о. Тофоа, частини Дружніх Островів до о. Тимор та нідерландських поселень у Ост-індії». «Оповідання» було обробкою приватних нотаток та спогадів Блая і з'явилося друком вже на другий місяць після повернення капітана до Англії. Ця книга про пригоди британських моряків на Таїті та роль таїтянок у спокушенні команди стала справжнім бестселером. На основі цієї книги у травні 1790 р. у Лондоні була поставлена п'єса: «Пірати, або нещастя капітана Блая», де історія «Баунті» вперше набула романтичних та пригодницьких рис. Численні газети та журнали почали тиражувати цю історію часто з вигаданими та романтично перекрученими обставинами. Серйозне дослідження історії заколоту почалося після трибуналу 1792 р., коли з'явилися документальні свідчення інших учасників подій. Протягом наступних двох століть історія Баунті знайшла відображення у більш ніж 2000 статей, романів, п'єс, віршів та багатьох фільмів. Поети Байрон, Вордсворт та Колрідж присвятили цій події вірші та поеми; про «Баунті» з'явилися також романи таких відомих письменників, як Марк Твен і Жюль Верн:
- Марк Твен. «Велика революція на Піткерні». (The Great Revolution In Pitcairn) (1879)
- Жюль Верн. «Заколотники з Баунті» (Les revoltes de la Bounty) (1879)
- Джордж Байрон. «Острів або Крістіан і його товариші». (The Island, or Christian and His Comrades) (1828)
- Вільям Вордсворт. «Жителі прикордоння» (The Borderers) (1795)
- Мері Мітфорд. «Крістіна, дівчина південних морів» (Christina, the Maid of the south Seas) (1811)
- Семюел Колрідж. «Поема про старого моряка» (The Rime of the Ancyent Marinere) (1798)
- Робер Мерль «Острів» (фр. L’Ile) (1962)

### «Баунті» в кіно

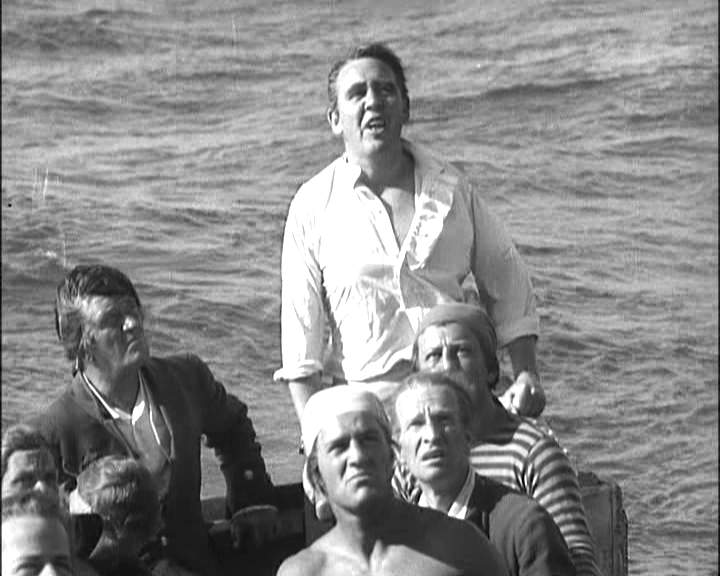
Екранізація події у фільмі «Заколот на Баунті», 1935 р.

У 20-му столітті з'явилося декілька фільмів про події на Баунті за участю відомих акторів та режисерів. Перший фільм «Заколот Баунті» вийшов у Австралії ще у 1916 році, друга екранізація відбулася теж у Австралії у 1933 році під назвою «По слідах Баунті». Третій фільм про цю історичну подію 1935 року «Заколот на Баунті» за участю відомого Кларка Ґейбла у ролі Флетчера Крістіана отримав премію Оскара за найкращий фільм року. У наступній екранізації, знову під назвою «Заколот на Баунті» 1962 року брав участь інший відомий американський актор — Марлон Брандо, який теж зіграв роль Крістіана. Фільм 1962 року вважався одним з найкращих кінематографічних доробків, але мав декілька фактичних помилок та перекручень. Останньою, четвертою екранізацією став фільм «Баунті» 1984 року за участю Ентоні Гопкінса у ролі капітана Блая та Мела Ґібсона у ролі Флетчера Крістіана. Ця екранізація вважається найбільш історично достовірною і образ Вільяма Блая, зіграний Гопкінсом, не мав, на відміну від інших екранізацій, суто негативних характеристик.